# United States Naval Undersea Museum
Das United States Naval Undersea Museum ist ein Marinemuseum in Keyport, Washington. Es gehört zu den zehn Marinemuseen, die vom Naval History and Heritage Command betrieben werden. Es befindet sich neben einer Niederlassung des Naval Undersea Warfare Center.

## Geschichte
Die Naval Undersea Museum Foundation ist eine gemeinnützige Corporation des Staates Washington, die 1980 als philanthropische Organisation gegründet wurde. Durch die Spendensammlungen der Stiftung konnte das Naval Undersea Museum und Conference Center Komplex in Keyport, Washington, im Jahr 1995 eröffnet werden.
Das Museum kombiniert Marinegeschichte, Unterwassertechnologie und Meereswissenschaften. Das neue Gebäude beherbergt die größte Sammlung von Artefakten zur Unterwassergeschichte und Marinegeschichte der Vereinigten Staaten. Die Forschungsbibliothek des Museums umfasst mehr als 6500 Bände. Das Archiv enthält einen vollständigen Satz von U-Boot-Kriegspatrouillenberichten aus dem Zweiten Weltkrieg und mehr als 115 Interviews aus der Oral-History-Sammlung des U.S. Naval Institute.
Die Stiftung veröffentlicht das Undersea Quarterly. Andere Bildungsprogramme werden von der Stiftung in Zusammenarbeit mit dem Naval Undersea Warfare Center, Keyport unterstützt.

## Sammlung
Die Ausstellungen dokumentieren die Meeresumwelt, die Entwicklung von Unterwasserwaffentechnologie, U.S.-U-Boote und Marinetauch- und Bergungsarbeiten. Artefakte beinhalten U.S.-Torpedos von den Whitehead- und Howell-Entwürfen bis zu den modernen Mk-48- und Mk-50-Waffen, eine konföderierte Mine, Torpedorohre des ballistischen Raketen-U-Boots USS Tecumseh und einen simulierten U-Boot-Kontrollraum, der die Hauptausrüstung von USS Greenling beinhaltet. Einige bemerkenswerte Stücke in der Sammlung des Museums sind das 55-Tonnen-Segel des Atom-Schnellangriff-U-Bootes USS Sturgeon, die Tiefsee-Unterwasserfahrzeuge Trieste II und Mystic, das Deep Submergence Rescue Vehicle (DSRV), das für den Film Jagd auf Roter Oktober verwendet wurde, sowie eine Nachbildung des Kontrollraums der USS Greenling mit der tatsächlichen Ausrüstung und den Konsolen, die aus dem Angriffs-U-Boot entfernt wurden, als es außer Dienst gestellt wurde. Die Themen der Ausstellung beinhalten die Umwelt des Ozeans, Torpedos, marine Minenkriegsführung, die Technologie der U-Boote und Tauchausrüstung.